# Heart of Darkness (Grave Digger)
Heart of Darkness è il sesto album in studio del gruppo musicale power metal tedesco Grave Digger, uscito nel 1995 per la GUN Records. 

## Il disco
È uno dei primi dischi del gruppo ad affrontare anche tematiche più impegnate, quasi da concept album: Circle of Witches si rifà al Macbeth shakespeariano; la title track a Cuore di Tenebra di Joseph Conrad, soggetto a cui è ispirato il film Apocalypse Now.

## Tracce
1. Tears of Madness – 2:09
2. Shadowmaker – 5:39
3. The Grave Dancer – 5:02
4. Demon's Day – 7:29
5. Warchild – 6:09
6. Heart of Darkness – 11:56
7. Hate – 4:23
8. Circle of Witches – 7:43
9. Black Death – 5:40

## Formazione
- Chris Boltendahl - voce
- Uwe Lulis - chitarra
- Tomi Göttlich - basso
- Frank Ullrich - batteria